# De divina proportione
| Autor           | Luca Pacioli      |
| --------------- | ----------------- |
| Ilustracje      | Leonardo da Vinci |
| Język           | włoski            |
| data publikacji | 1509 rok          |

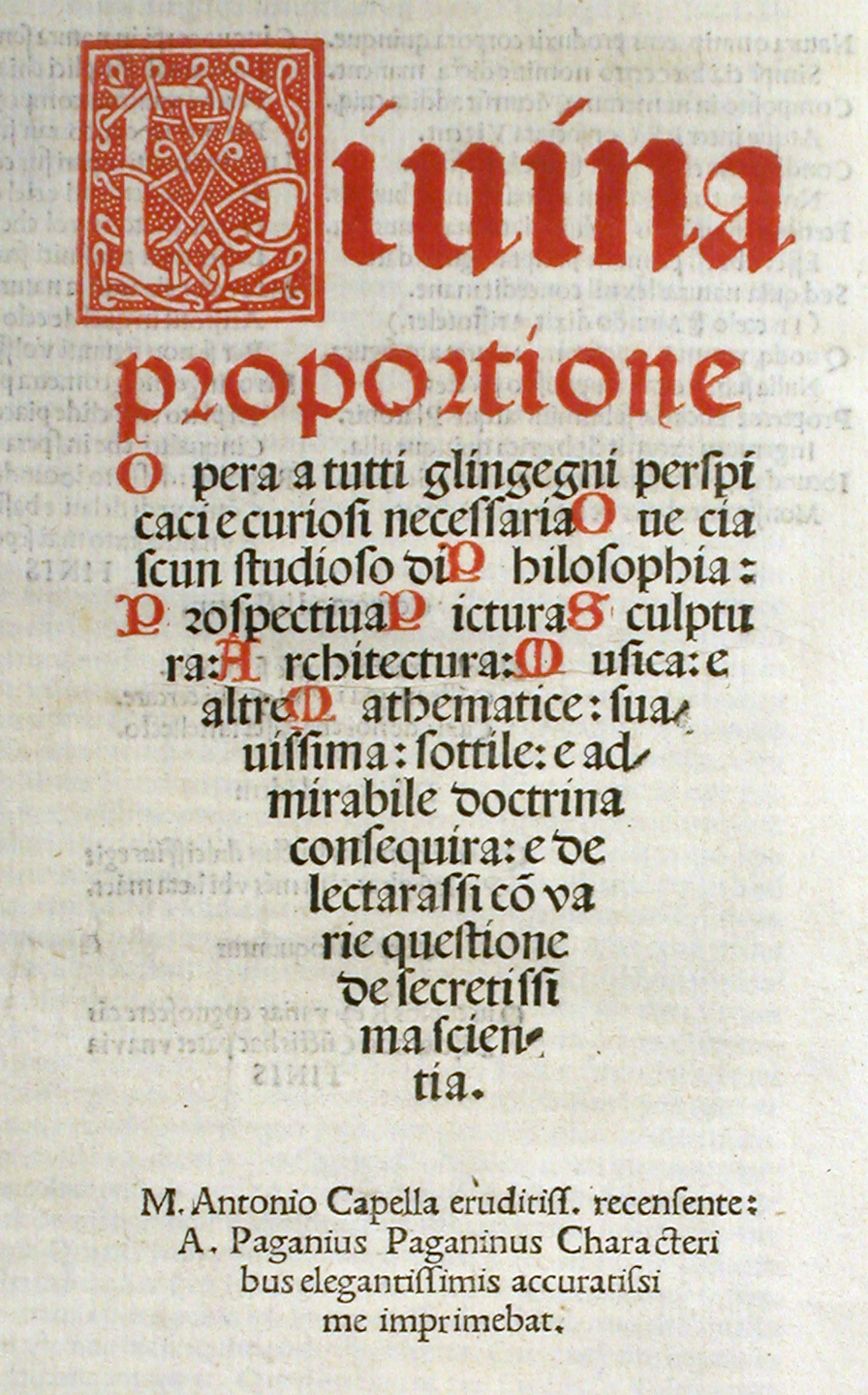
Tytułowa strona wydania z roku 1905

De divina proportione to książka matematyczna napisana przez Lucę Pacioliego i zilustrowana przez Leonarda da Vinci, wydana w Wenecji w 1509 roku.
Jej tematyka obejmowała proporcje matematyczne (tytuł nawiązuje do złotej proporcji) i ich zastosowania w geometrii, sztuki wizualne z użyciem perspektywy i architekturę. Klarowność pisemnego materiału i doskonałe diagramy Leonarda wyniosły książkę poza kręgi matematyczne. Dzieło to popularyzowało współczesne koncepcje geometryczne. 
Leonardo da Vinci, bliski przyjaciel autora, jest autorem 59 ilustracji w książce.

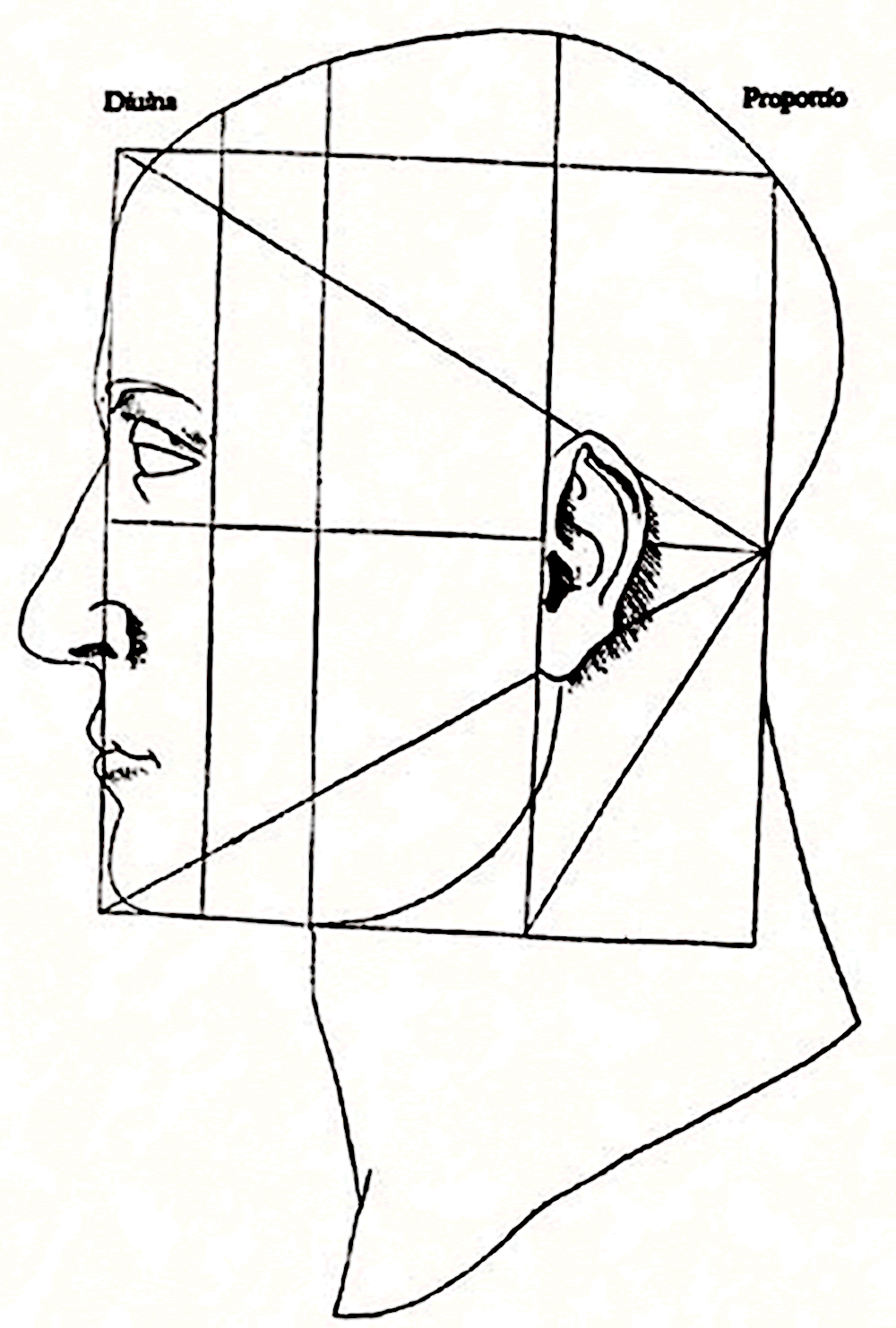
Drzeworyt ilustrujący proporcje głowy człowieka

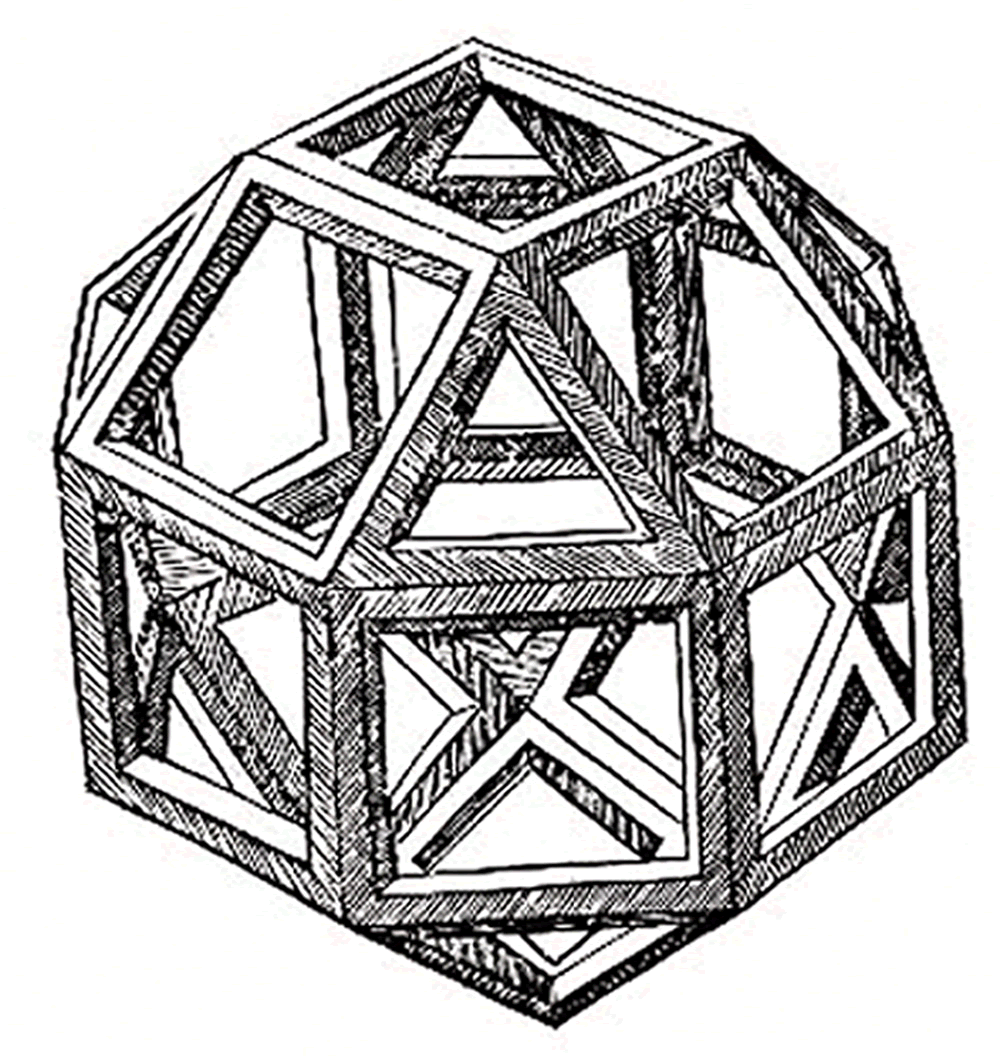
Rysunek sześcio-ośmiościanu rombowego małego, autorstwa Leonarda da Vinci